# 上行线
在复线铁路上，两条股道的行车方向是相对的，供上行方向列车开行的股道称为上行线。在中国铁路系统中，上行通常指开往首都方向、从支线开往干线的方向，当列车发站、到站与首都北京的距离无明显差异时，则由西（南）向东（北）为上行，例如列车经由黔桂铁路从贵阳开往柳州为上行，从汉口开往南京的列车亦如此。上行旅客列车的车次为偶数。